# Juletider
I juletider är ett begrepp, som syftar på den festliga stämning som råder i stora delar av västvärlden mellan slutet av november och början av januari. Inom kristendomen ses första advent som startskottet på julförberedelserna, medan man inom postmodern julhandel talar om Black Friday.
Inom Romersk-katolska kyrkan sågs begreppet ursprungligen som synonymt med jultolften.
Perioden är på norra halvklotet känd som en vinterhögtid, med sånger som Advent är mörker och kyla och White Christmas med julbelysning lyser upp städernas gator och torg, medan den på södra halvklotet infaller under sommaren.
I Sverige, där den svenska julen inleds med första advent och sedan fortsätter med Lucia, jultolften, juldagen, annandag jul vilket i sin tur följs av nyårsafton, nyårsdagen, trettondagsafton och trettondedag jul, ses ofta tjugondedag jul som julens avslutning och barnen firar med julgransplundring.
I USA är det traditionellt Thanksgiving och Black Friday som inleder julupptakten, och under 2000-talet har intresset ökat för såväl Black Friday, som Thanksgiving även i Sverige.
I mitten av december skickas många julkort, med julhälsningar.
I Sverige förekommer även en mellandagsrea som traditionellt startar den 27 december. I vissa länder, även i Sverige, har man januarirea.

### Fotnoter
1. ↑  ”Årets gång - våra högtider”. Svenska kyrkan. https://www.svenskakyrkan.se/vasterled/arets-gang-och-vara-hogtider. Läst 8 januari 2016.
2. ↑  Christmastide – Holytrinitygerman.org. hämtdatum: 8 januari 2015.
3. ↑  Christmas Overview – Fisheaters.com. hämtdatum: 8 januari 2015.
4. ↑  ”Julen dansades ut”. Skövde nyheter. 13 januari 2013. http://www.skovdenyheter.se/article/julen-dansades-ut/. Läst 8 januari 2016.[död länk]
5. ↑  Susanna Michelsen (25 november 2025). ”Thanksgiving stor helg i USA”. Alingsås. Arkiverad från originalet den 5 mars 2016. https://web.archive.org/web/20160305013843/http://www.alingsastidning.se/2009/11/thanksgiving-stor-helg-i-usa/. Läst 8 januari 2016.
6. ↑  Magnus Nilsson. ”Rean Black Friday inleder julhandeln”. Göteborgsposten. http://www.gp.se/ekonomi/1.2907443-rean-black-friday-inleder-julhandeln. Läst 8 januari 2016.
7. ↑  ”Thanksgiving populärt även i Sverige” (på svenska). Svenska Dagbladet. 23 november 2006. http://www.svd.se/nyheter/inrikes/thanksgiving-populart-aven-i-sverige_373002.svd. Läst 4 januari 2019.
8. ↑  ”Januarirean” (på svenska). Svenska Dagbladet. 18 december 2018. https://www.svd.se/rabattkod/januarirean. Läst 8 januari 2020.